# Jacinda Ardern
Dame Jacinda Kate Laurell Ardern (Hamilton, 26 luglio 1980) è un'ex politica neozelandese, 40º Primo ministro della Nuova Zelanda e capo del Partito Laburista della Nuova Zelanda dal 2017 al 2023.
Il 19 gennaio 2023, annuncia inaspettatamente le proprie dimissioni da capo dei Laburisti e da primo ministro, con decorrenza a partire da 7 febbraio seguente, citando una carenza di “energie psico-fisiche per svolgere al meglio il proprio incarico” ed il desiderio di voler stare più vicina in generale alla propria famiglia.
Eletta per la prima volta alla Camera dei rappresentanti come deputato di lista nel 2008, è membro del Parlamento (MP) per Mount Albert da marzo 2016.

## Biografia

### Primi anni di vita e istruzione
Nata a Hamilton, Ardern è cresciuta secondo le tradizioni dei mormoni a Morrinsville e Murupara, dove suo padre, Ross Ardern, lavorava come agente di polizia, e sua madre, Laurell Ardern (nata Bottomley), aveva lavorato come assistente nelle mense scolastiche. Ha studiato presso il Morrinsville College, dove era la rappresentante degli studenti nel consiglio di amministrazione della scuola. Mentre frequentava ancora l'istituto superiore trovò il suo primo lavoro in un ristorante di fish-and-chip. Ha poi proseguito gli studi presso l'Università del Waikato, laureandosi nel 2001 in scienze politiche e pubbliche relazioni.
Ardern si avvicinò alla politica grazie a sua zia, Marie Ardern, un membro di lunga data del partito laburista, che convinse la giovane ad aiutarla nella campagna a sostegno del parlamentare di New Plymouth Harry Duynhoven prima della sua poi avvenuta seconda vittoria alle elezioni del 1999.
Ardern entrò a far parte del Partito Laburista all'età di 17 anni, distinguendosi nel settore dei giovani laburisti del partito. Dopo la laurea, lavorò presso gli uffici di Phil Goff e di Helen Clark come ricercatrice, spostandosi poi per un periodo a New York, dove prestò servizio di volontariato in una mensa per poveri aderendo poi a una campagna per i diritti dei lavoratori. Si trasferì in seguito a Londra, dove divenne consigliere senior in un'unità politica di 80 persone facente capo al primo ministro britannico Tony Blair: tuttavia non incontrò mai Blair di persona in quel frangente, ma solo in seguito a un dibattito avvenuto in Nuova Zelanda nel 2011 in riferimento all'invasione dell'Iraq. Ardern ha operato anche presso il dicastero degli affari interni del Regno Unito per contribuire a una revisione relativa al sistema di polizia in Inghilterra e Galles.
All'inizio del 2008, fu eletta presidente dell'Unione Internazionale della Gioventù Socialista, un ruolo che l'ha vista spostarsi in diversi paesi tra cui Giordania, Israele, Algeria e Cina.

### Primi anni di carriera politica

#### Membro del Parlamento
| Anno      | Legislatura | Circoscrizione elettorale | Lista | Partito   |
| --------- | ----------- | ------------------------- | ----- | --------- |
| 2008-2011 | 49ª         | Lista                     | 20    | Laburista |
| 2011-2014 | 50ª         | Lista                     | 13    | Laburista |
| 2014-2017 | 51ª         | Lista                     | 5     | Laburista |
| 2017      | 52ª         | Mount Albert              | 1     | Laburista |
| 2017-2020 | 52ª         | Mount Albert              | 1     | Laburista |
| 2020-oggi | 53ª         | Mount Albert              | a     | Laburista |

Prima delle elezioni del 2008, Ardern si classificò ventesima nelle lista dei partiti: si trattava di un risultato molto alto, considerando che non aveva mai rivestito in passato la carica di parlamentare e che le ha praticamente permesso di assicurarsi un seggio. Dopo aver appreso la notizia, fece ritorno da Londra alla campagna a tempo pieno. Nominata come candidata laburista nella circoscrizione elettorale di Waikato, non vinse contro il suo avversario, ma il suo alto posizionamento nella lista dei partiti laburisti le permise di accedere al Parlamento come deputata di lista (list MP) e di diventare il più giovane deputato in carica in Parlamento, succedendo al collega laburista Darren Hughes, ed è rimasta la più giovane deputata fino all'elezione di Gareth Hughes l'11 febbraio 2010.
Il leader dell'opposizione Phil Goff promosse Ardern nominandola portavoce laburista per le politiche giovanili e portavoce associata per la giustizia (sempre nelle politiche giovanili).
Nello stesso periodo, appariva regolarmente nel programma Breakfast trasmesso dalla TVNZ come parte del film "Young Guns", in cui figurava al fianco del deputato (e futuro leader del partito nazionale) Simon Bridges.

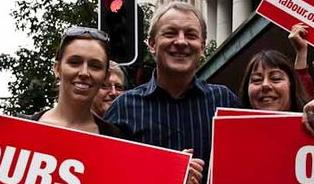
Ardern con Phil Goff e Carol Beaumont a una manifestazione contro l'estrazione mineraria tenutasi il 1º maggio 2010

Ardern contese il seggio di Auckland Central nelle elezioni del 2011 concorrendo con la parlamentare nazionale in carica Nikki Kaye per le nazionali e la candidata del Partito Verde Denise Roche. Nonostante nel corso della campagna elettorale avesse tentato di accaparrarsi gli elettori verdi, perse contro Kaye per 717 voti. Tuttavia, poté tornare in Parlamento tramite la lista del partito, essendosi classificata come tredicesima per numero di preferenze.
Dopo che Goff si dimise dalla leadership del partito in seguito alla sconfitta alle elezioni del 2011, Ardern parteggiò per David Shearer anziché David Cunliffe e, il 19 dicembre del medesimo anno, divenne portavoce per lo sviluppo sociale sotto il nuovo capo partito.
Ardern si ripresentò ad Auckland Central alle elezioni generali del 2014: ancora una volta arrivò seconda, ma accrebbe il numero di preferenze (600 voti) avvicinandosi ala sfidante Kaye (717). Al quinto posto nella lista dei laburisti, Ardern risultò rientrata ancora in Parlamento, diventando la portavoce ombra per la giustizia, le politiche giovanili, le piccole imprese, l'arte e la cultura al fianco del nuovo leader Andrew Little.

##### Elezione suppletiva di Mount Albert
Ardern si candidò per i Laburisti nelle elezioni suppletive di Mount Albert del febbraio del 2017 in seguito alle dimissioni di David Shearer l'8 dicembre 2016. Quando le candidature per il partito laburista si chiusero il 12 gennaio 2017, Ardern rimase l'unica candidata in corsa. Il 21 gennaio, Ardern partecipò alla Women's March del 2017 a Washington, una protesta mondiale in opposizione a Donald Trump, il presidente degli Stati Uniti appena insediato. Fu confermata come candidata laburista a una riunione tenutasi il 22 gennaio riportando una netta vittoria (77% dei voti espressi nei risultati preliminari).

##### Vice leader del partito laburista
In seguito alle dimissioni di Annette King, il 7 marzo 2017 Ardern venne eletta, all'unanimità, vice leader del partito Laburista dopo la vittoria alle elezioni suppletive. Il posto vacante nella lista di Ardern fu assunto da Raymond Huo.

#### Leader dell'Opposizione

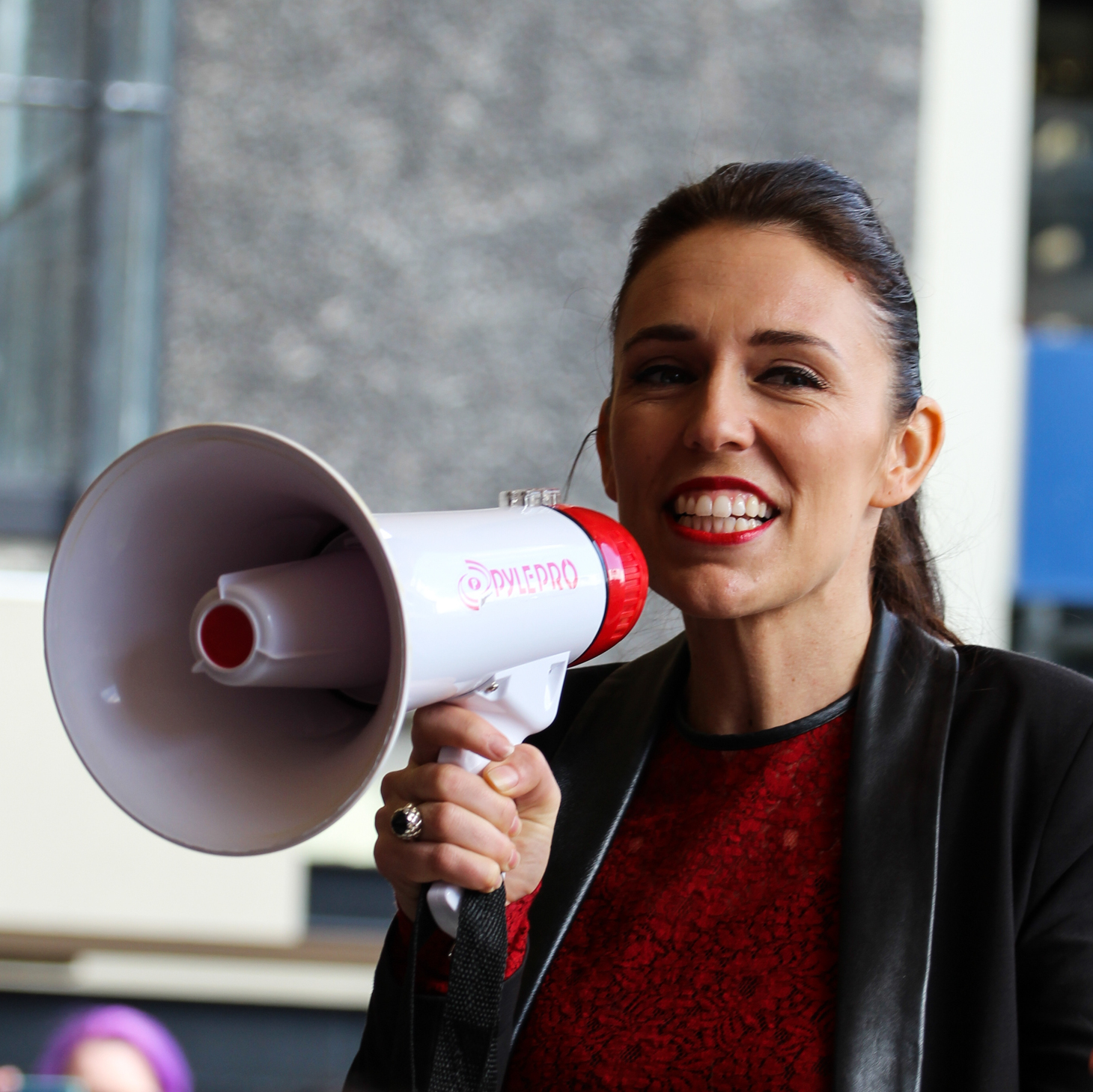
Ardern durante la campagna elettorale all'Università di Auckland (settembre 2017)

Il 1º agosto 2017, a sole 7 settimane dalle elezioni generali del 2017, Ardern assumeva la posizione di leader del Partito Laburista, e di conseguenza è diventata leader dell'Opposizione, in seguito alla dimissioni di Andrew Little: quest'ultimo si era ritirato a causa dei sondaggi che lo vedevano in drastico calo rispetto alle percentuali tradizionalmente raggiunte dalla sua formazione politica. Ardern venne confermata all'unanimità nelle primarie finalizzate a scegliere un nuovo capo in una riunione tenutasi lo stesso giorno delle dimissioni del predecessore. A 37 anni, è diventata la più giovane leader nella storia del partito laburista e la seconda donna a capo del movimento politico dopo Helen Clark. Stando a quanto ha dichiarato poi Ardern, Little l'aveva contattata in precedenza il 26 luglio e l'aveva invitata a subentrargli, dato che non gli sembrava possibile poter sovvertire l'esito dei sondaggi, anche se la donna aveva rifiutato e gli aveva detto di "tenere duro".
Alla sua prima conferenza stampa dopo la sua nomina a capo partito, aveva dichiarato che la prossima campagna elettorale sarebbe stata improntata a infondere "incessante positività". Subito dopo la sua nomina, il partito fu subissato di donazioni da parte del pubblico, raggiungendo il picco di 700 dollari neozelandesi al minuto e un conseguente aumento nei sondaggi nei giorni seguenti. Alla fine di agosto il partito aveva raggiunto il 43% nel sondaggio effettuato dall'agenzia Colmar Brunton (si fermava al 24% sotto la guida di Little), oltre a riuscire a superare il Partito Nazionale nei sondaggi d'opinione per la prima volta in oltre un decennio. Le altre formazioni politiche facevano notare che le sue posizioni erano sostanzialmente simili a quelle di Andrew Little e suggerivano che l'improvviso aumento di popolarità dei laburisti fosse dovuto alla sua giovane età e al suo bell'aspetto.
A metà agosto 2017, Ardern affermò che il governo laburista, in caso di vittoria, avrebbe istituito un gruppo di lavoro fiscale per valutare la possibilità di introdurre un'imposta sulle plusvalenze, escludendo però la tassazione delle case famiglia. Il portavoce delle finanze Grant Robertson in seguito aveva chiarito che i laburisti non avrebbero introdotto nuove tasse fino a dopo le elezioni del 2020: il cambiamento di fronte accompagnò le numerose accuse del ministro delle Finanze Steven Joyce, secondo cui i laburisti avevano un "buco" di 11,7 miliardi di dollari neozelandesi nella propria politica fiscale.
I laburisti e i Verdi immaginavano di introdurre tasse sull'acqua e sull'inquinamento suscitando critiche da parte del settore primario. Il 18 settembre 2017, l'organizzazione degli agricoltori Federated Farmers mise in atto una protesta contro le tasse nella città natale di Ardern, Morrinsville. Il leader del Prima la Nuova Zelanda Winston Peters aveva presenziato la protesta durante la campagna, ma fu malvisto dai contadini perché sospettavano che anch'egli fosse a favore dell'imposizione delle tasse. Nel corso delle manifestazioni, un uomo aveva mostrato un cartello in cui accusava Ardern di essere "una bella comunista": tale cartello fu tacciato di misoginia dall'ex primo ministro Helen Clark.
Negli ultimi giorni della campagna elettorale generale i sondaggi d'opinione si sono ristretti, con il Partito Nazionale che aveva preso un leggero stacco.

##### Elezioni generali del 2017
Durante le elezioni generali del 2017 tenutesi il 23 settembre, Ardern mantenne il suo seggio elettorale a Mount Albert con un margine di 15.264 voti. I risultati preliminari delle elezioni generali indicavano i laburisti al 35,79% e il Partito Nazionale al 46,03%. Dopo il conteggio del voto speciale, i laburisti avevano accresciuto le preferenze al 36,89%, mentre i nazionalisti erano scesi al 44,45%. Inoltre, laburisti avevano guadagnato 14 seggi, aumentando la propria rappresentanza parlamentare a 46: si trattava del miglior risultato per il partito dal 2008.
Dopo le elezioni, Ardern e il vice leader Kelvin Davis tennero delle consultazioni con i Verdi e i primi partiti neozelandesi per provare a formare di una coalizione, poiché il Partito Nazionale non disponeva di seggi sufficienti per governare da solo. Con il sistema di voto della rappresentanza proporzionale mista, il Prima la Nuova Zelanda deteneva la possibilità di scegliere il partito che poteva guidare un governo di coalizione.

### Primo ministro (2017-2023)

#### Primo mandato (2017-2020)

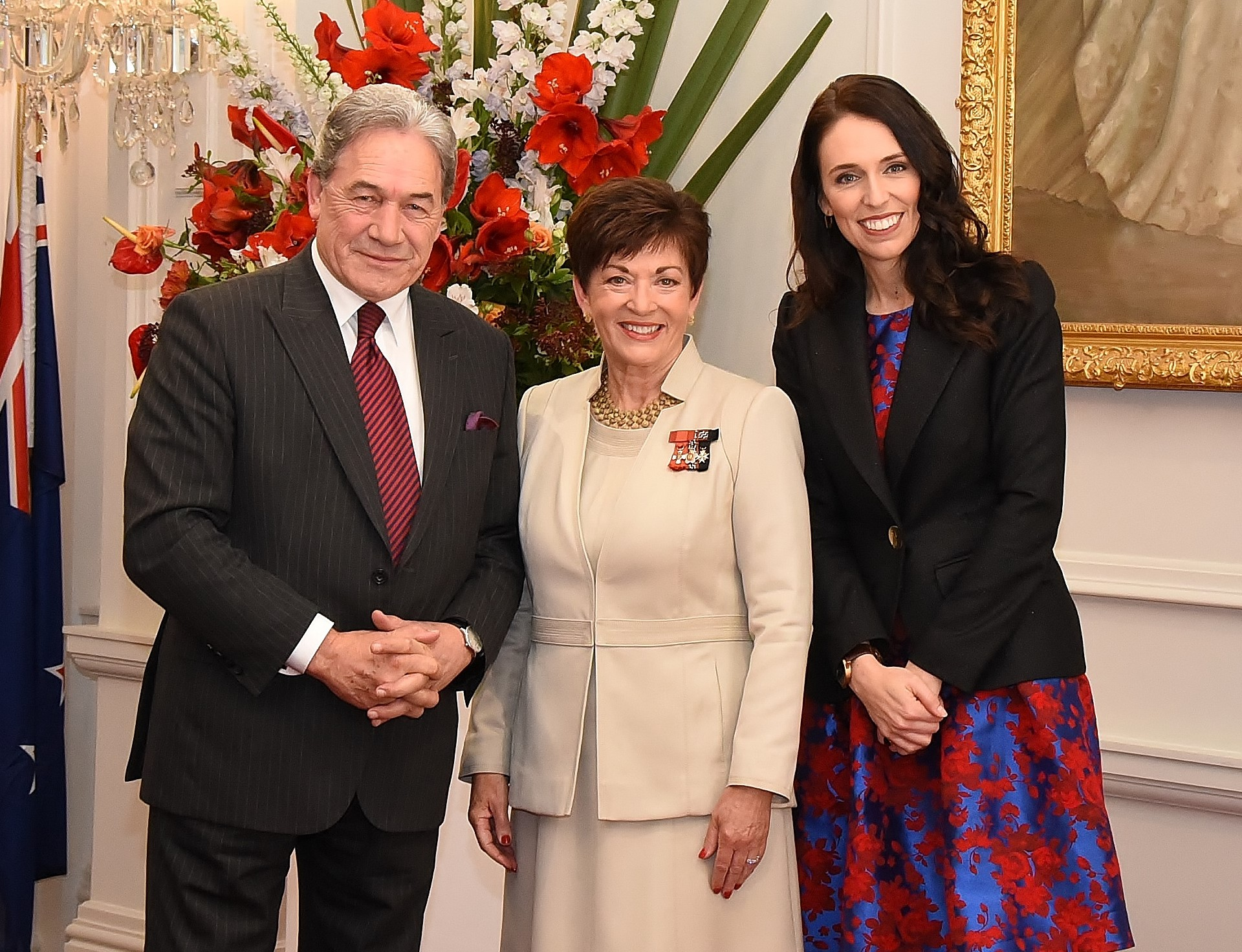
Ardern con il vice primo ministro Winston Peters e il governatore generale della Nuova Zelanda Patsy Reddy al giuramento del Consiglio dei Ministri il 26 ottobre 2017

Il 19 ottobre 2017, il leader del Prima la Nuova Zelanda Winston Peters accettò di formare una coalizione con i laburisti, lasciando ad Ardern il ruolo di primo ministro: la coalizione ricevette il sostegno del Partito dei Verdi. Ardern nominò Peters come vice primo ministro e ministro degli Affari Esteri, oltre ad assegnare a Prima la Nuova Zelanda cinque seggi nel suo governo.
Il 20 ottobre, Ardern confermò che avrebbe ricoperto il ruolo di ministro senza portafoglio in tema di Sicurezza nazionale e intelligence; arte, cultura e patrimonio; povertà infantile; riflettendo le posizioni ombra che aveva ricoperto come leader dell'opposizione. Tuttavia, a partire dal 25 ottobre 2017, la sua posizione di ministra per i bambini vulnerabili andò convertito al ruolo di ministra per la riduzione della povertà infantile, mentre il primo parlamentare neozelandese Tracey Martin assunse il ruolo di ministro delle politiche giovanili. Prestò giuramento ufficiale dal Governatore generale Dame Patsy Reddy il 26 ottobre, insieme al suo esecutivo: al suo insediamento, Ardern affermò che il suo governo sarebbe stato "concentrato, empatico e forte".
Ardern è stata la terza donna prima ministradella Nuova Zelanda dopo Jenny Shipley (1997-1999) e Helen Clark (1999-2008). Entrata in carica all'età di 37 anni, Ardern, membro tra l'altro del Council of Women World Leaders, è stata anche la persona più giovane a diventare il capo del governo della Nuova Zelanda dai tempi di Edward Stafford, che divenne premier nel 1856.
Il 19 gennaio 2018, Ardern annunciava di essere incinta e che Winston Peters avrebbe assunto il ruolo di primo ministro in carica ad interim per sei settimane dopo il parto. A seguito della nascita della figlia, ha usufruito del congedo di maternità dal 21 giugno al 2 agosto 2018.

##### Affari interni

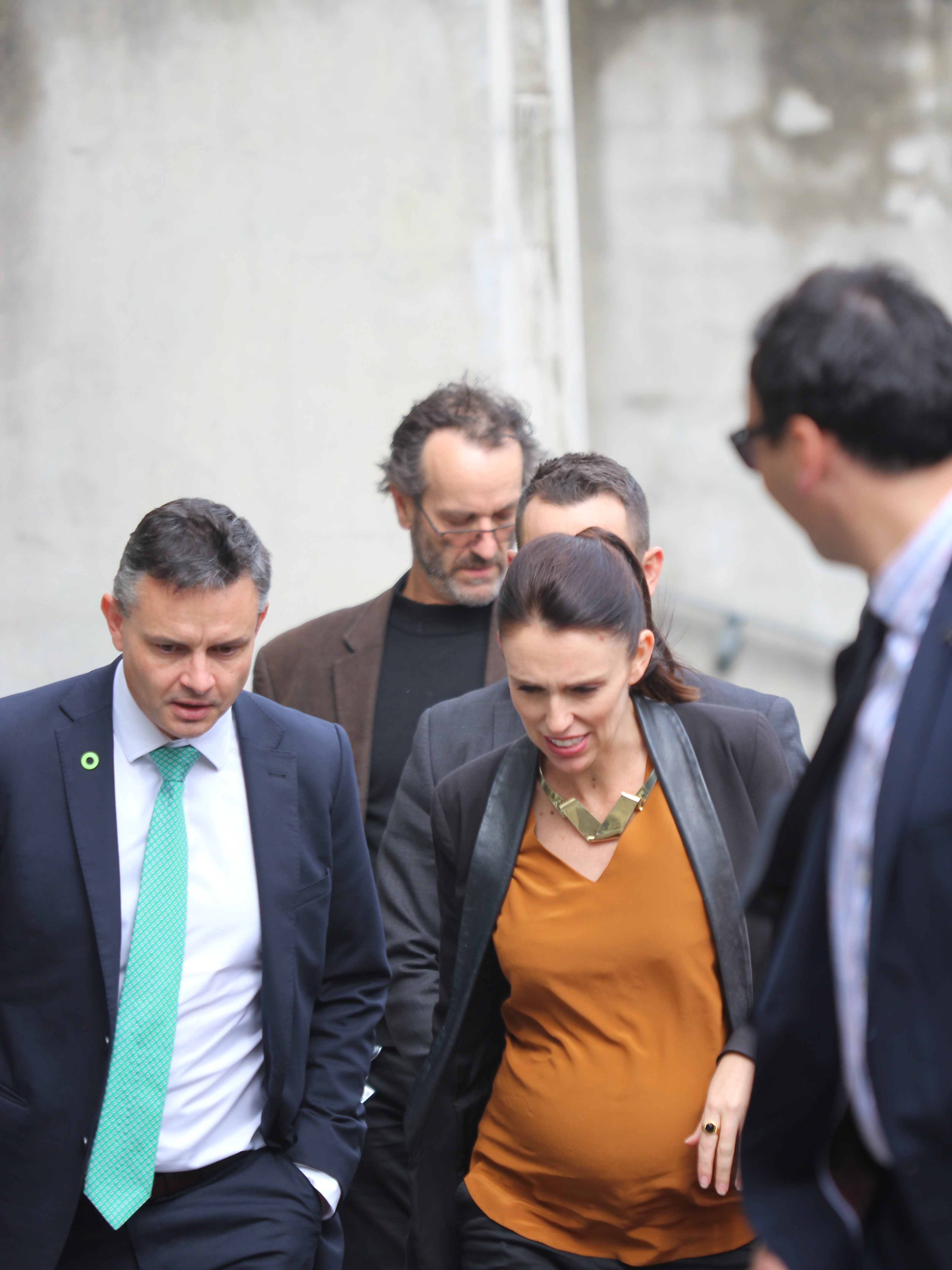
Ardern con il capo del Partito Verde James Shaw all'Università Victoria di Wellington (12 aprile 2018)

Ardern ha dichiarato nei primi mesi del suo insediamento di voler dimezzare la povertà infantile in Nuova Zelanda entro un decennio. Nel luglio 2018, Ardern annunciava l'entrata in vigore di un pacchetto di riforme relative alle giovani madri, le quali avrebbero goduto della possibilità, tra gli altri provvedimenti, di estendere per qualche settimana la durata del congedo parentale: si introduceva inoltre un contributo di 60 dollari settimanali per le famiglie con redditi medio-basso con figli in tenera età. Inoltre, si potenziavano misure relative al credito d'imposta familiare, all'indennità per gli orfani, al supplemento per l'alloggio e all'indennità per l'affido. Nel 2019, il governo ha avviato un programma pilota di mense scolastiche volto ad aiutare a ridurre il numero di povertà infantile, poi esteso per sostenere 200.000 bambini (circa il 25% degli studenti) in scuole a basso reddito. Altri sforzi per ridurre la povertà includevano un aumento della previdenza sociale di 25 dollari, estendere le visite mediche gratuite, fornire prodotti gratuiti per l'igiene mestruale nelle scuole, oltre che altre disposizioni in merito al patrimonio edilizio statale.
Economicamente, il governo di Ardern ha implementato aumenti costanti del salario minimo del paese e introdotto il Fondo provinciale per la crescita per investire in progetti di infrastrutture rurali.
Il governo di Ardern ha annullato i tagli alle tasse pianificati dal Partito Nazionale, affermando invece che avrebbe dato la priorità alla spesa per sanità e istruzione. Il primo anno di istruzione nella scuola secondaria è stato reso gratuito dal 1º gennaio 2018 e, dopo l'azione sindacale, il governo ha accettato di aumentare la retribuzione degli insegnanti della scuola primaria del 12,8% (per insegnanti con pochi anni di carriera) e del 18,5% (per gli insegnanti con numerosi anni di carriera) entro il 2021.
Il 2 febbraio 2018, Ardern si è recata a Waitangi per la commemorazione annuale della giornata del Waitangi e vi è rimasta per cinque giorni, più di ogni altro premier che fosse giunto in loco in passato. Ardern è diventata la prima donna primo ministro a parlare dall'alto marae: durante la sua visita, è stata accolta dai capi Maori, che hanno apprezzato la sua presenza e notato un netto contrasto con le risposte più algide ricevute da molti dei suoi predecessori.
Il 24 agosto 2018, Ardern ha rimosso il ministro della radiodiffusione Clare Curran dal gabinetto dopo che questa aveva omesso di divulgare un incontro con un'emittente televisiva al di fuori degli affari parlamentari, circostanza giudicata alla stregua un conflitto di interessi. Curran è rimasta ministro fuori dal governo e Ardern è stata criticata dall'opposizione per non aver rimosso Curran dal suo portafoglio; il 7 settembre, Ardern ha accettato le dimissioni di Curran.
Nonostante il partito laburista avesse promosso una tassazione delle plusvalenze nelle ultime tre elezioni, nell'aprile 2019 Ardern si è impegnata a non rendere il provvedimento vigente.
Nel settembre 2019, è stata criticata per la sua gestione di un'accusa di violenza sessuale contro un membro del partito laburista: il primo ministro ha riferito che non fosse a conoscenza dell'accusa di violenza sessuale fino a quando non fu pubblicato un articolo sull'incidente su The Spinoff il 9 settembre. I media hanno messo in dubbio la sua ricostruzione, spingendo un giornalista ad affermare che l'affermazione di Ardern era "difficile da digerire".
Ardern si è opposta alla criminalizzazione delle persone che fanno uso di cannabis in Nuova Zelanda e si è impegnato a tenere un referendum sulla questione: questo ha avuto luogo il 17 ottobre 2020, quasi in concomitanza con le elezioni generali di quell'anno, e il quesito chiedeva ai cittadini la loro opinione in merito alla legalizzazione o meno della cannabis e alla depenalizzazione dell'eutanasia. Ardern ha ammesso di aver fatto uso di cannabis in passato durante un dibattito televisivo prima delle elezioni. Nel referendum, gli elettori hanno respinto la proposta di legge sulla legalizzazione e il controllo della cannabis e un articolo retrospettivo pubblicato su una rivista medica ha suggerito che il rifiuto di Ardern di sostenere pubblicamente la campagna del "sì" "potrebbe essere stato un fattore decisivo nella sconfitta della misura".
Il 14 giugno 2021, Ardern ha confermato che il governo neozelandese si sarebbe formalmente scusato per i Dawn Raid avvenuti presso il Municipio di Auckland il 26 giugno 2021. I Dawn Raid furono una serie di indagini compiute della polizia in maniera eccessivamente zelante nei confronti dei membri della diaspora dei Pasifika (un popolo indigeno dell'Oceania) in Nuova Zelanda durante gli anni Settanta e i primi anni Ottanta.
Nel settembre 2022, Ardern ha guidato i tributi della nazione in seguito alla morte del monarca più longevo della Nuova Zelanda, la regina Elisabetta II. Ardern l'ha descritta come una «donna incredibile» e una figura «onnipresente nelle nostre vite». Ardern ha anche dichiarato qualcosa a proposito della forma repubblicana, affermando che il Paese si dirigerà in quella direzione in futuro.

##### Affari esteri

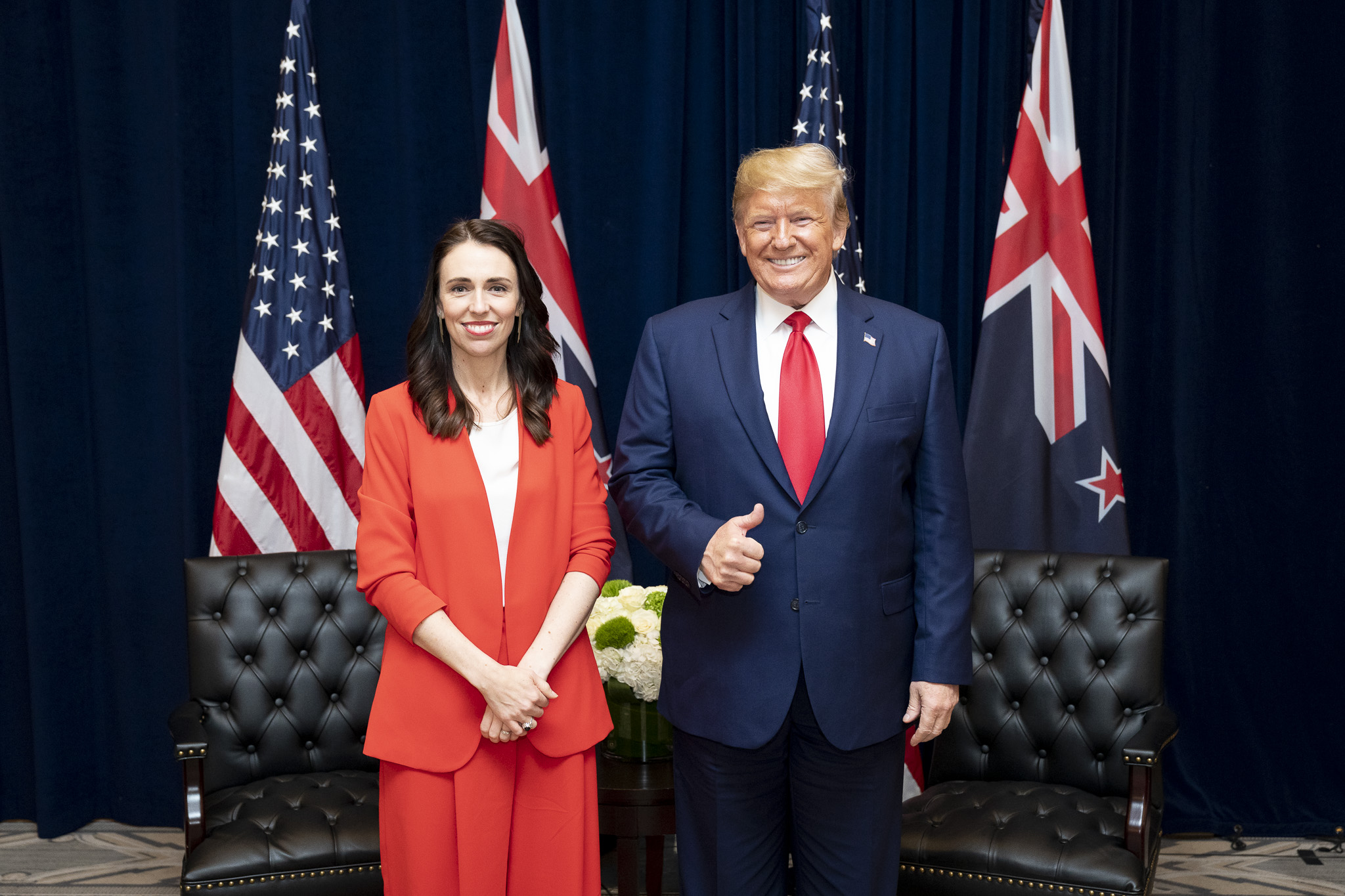
Ardern con il presidente degli Stati Uniti Donald Trump (23 settembre 2019)

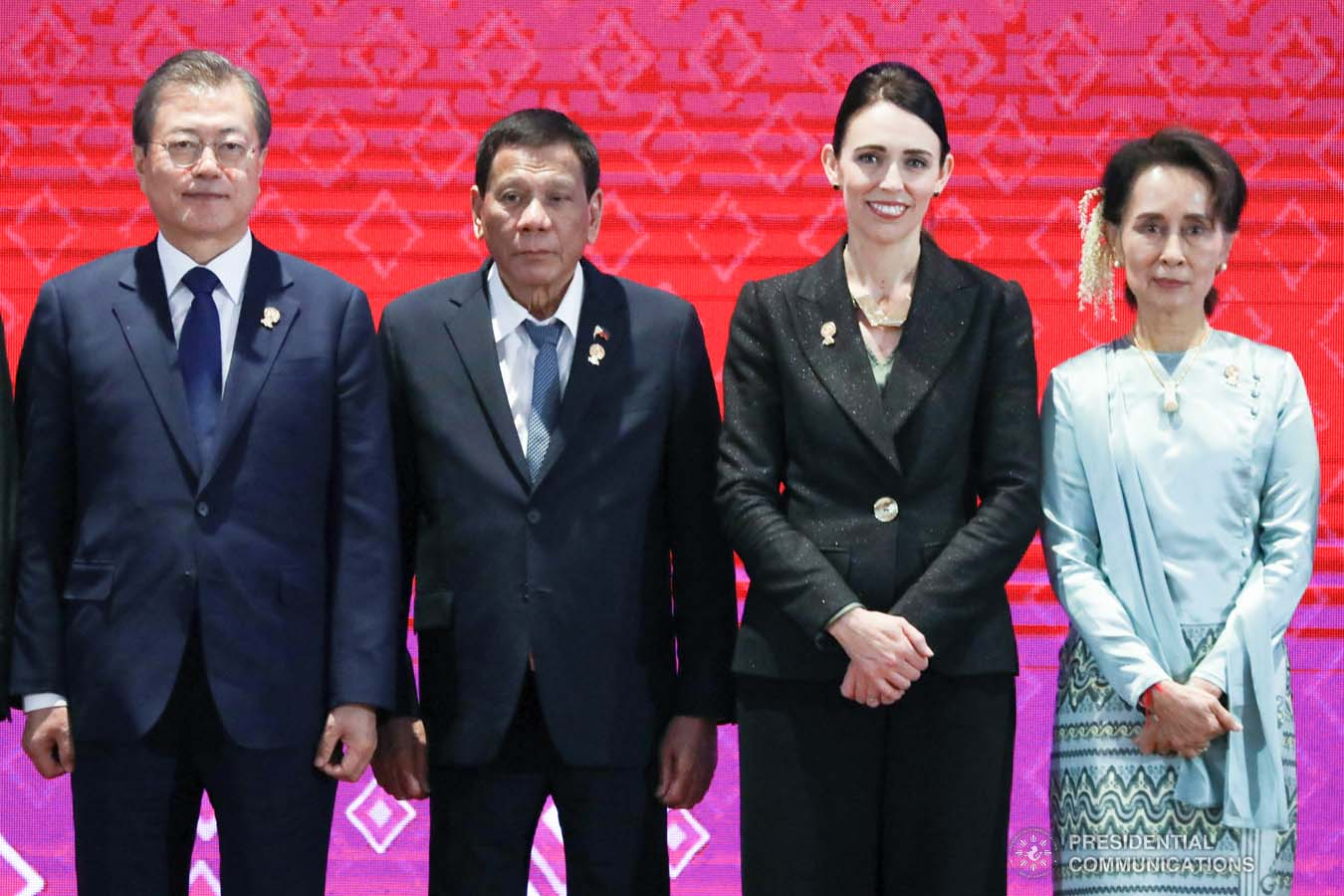
Da sinistra a destra: il Presidente sudcoreano Moon Jae-in, il presidente filippino Rodrigo Duterte, Ardern e il Consigliere di Stato della Birmania Aung San Suu Kyi al 14° Vertice dell'Asia orientale in Thailandia, 4 novembre 2019

Il 5 novembre 2017, Ardern ha effettuato il suo primo viaggio ufficiale all'estero in Australia, dove ha incontrato per la prima volta il primo ministro locale Malcolm Turnbull. Le relazioni tra i due Paesi erano state tese nei mesi precedenti a causa del trattamento riservato dall'Australia ai Neozelandesi che vivevano nel paese e, poco prima di assumere l'incarico, Ardern aveva parlato della necessità di ridiscutere le restrizioni per tessere relazioni più proficue con l'esecutivo australiano. Turnbull ha descritto l'incontro in termini cordiali: "ci fidiamo reciprocamente [...] Il fatto che proveniamo da tradizioni politiche diverse è irrilevante". Ardern è volata in Vietnam il 9 novembre per la sua prima visita a un summit dell'APEC.
Nel novembre 2017, il ministro per il commercio e della crescita delle esportazioni David Parker, affiancato da Ardern, ha annunciato che il governo avrebbe continuato a partecipare ai negoziati del Partenariato Trans-Pacifico (PTP), nonostante l'opposizione del Partito dei Verdi. Il 25 ottobre 2018, la Nuova Zelanda ha ratificato l'accordo così come riveduto, il Comprehensive and Progressive Agreement for Trans-Pacific Partnership, giudicato da Ardern come migliore dell'accordo del PTP originale.
Nel dicembre 2017, Ardern ha espresso sostegno alla risoluzione delle Nazioni Unite che criticava la decisione del presidente degli Stati Uniti Donald Trump di riconoscere Gerusalemme come capitale di Israele, asserendo che alcune decisioni "che abbiamo visto recentemente da attori internazionali come gli Stati Uniti [...] ci hanno portato indietro, non in avanti".
Il 20 aprile 2018, Ardern ha partecipato alla riunione dei Capi di Stato del Commonwealth nel 2018 a Londra, dove è stata selezionata per brindare a una cena di stato con i leader mondiali: in tale occasione ha altresì incontrato privatamente la regina Elisabetta II.
Il 5 settembre, Ardern si è recata a Nauru, dove ha partecipato al Forum delle isole del Pacifico: i media e gli oppositori politici hanno criticato la sua decisione di viaggiare separatamente dal resto dello staff presidenziale in modo da poter trascorrere più tempo con sua figlia, in quanto il volo aggiuntivo sarebbe costato ai contribuenti fino a 100.000 dollari neozelandesi. La presidente aveva inoltre respinto i suggerimenti di non partecipare al Forum, interrompendo la tradizione; sarebbe stata infatti il primo primo ministro della Nuova Zelanda dal 1971 a non partecipare all'incontro al di fuori di un ciclo elettorale. In seguito, è stata biasimata la scelta di non aver incontrato i rifugiati a Nauru.
Il 24 settembre, Ardern è diventata la prima donna Capo di Governo a partecipare alla riunione Assemblea Generale delle Nazioni Unite con sua figlia, di recente nata, presente. Il suo discorso all'Assemblea Generale il 27 settembre ha elogiato le Nazioni Unite per il loro multilateralismo, ha espresso sostegno ai giovani del mondo e ha chiesto un'attenzione immediata agli effetti e alle cause del cambiamento climatico oltre che sull'uguaglianza delle donne.
Nell'ottobre 2018, Ardern ha sollevato la questione dei campi di rieducazione dello Xinjiang e delle violazioni dei diritti umani contro la minoranza uiguri in Cina, oltre che presentare perplessità in un'altra occasione in merito alla persecuzione dei Rohingya Musulmani in Birmania. A proposito di quest'ultimo punto, nel novembre del 2018 la Neozelandese ha incontrato il Consigliere di Stato della Birmania Aung San Suu Kyi e si è dichiarata pronta a offrire qualsiasi aiuto Wellington potesse fornire per risolvere la crisi dei Rohingya.
Il 23 settembre 2019, in un vertice delle Nazioni Unite tenutosi a New York, Ardern ha avuto il suo primo incontro formale con Donald Trump, riferendo che il presidente degli USA aveva mostrato "interesse" per un piano di riacquisto di armi della Nuova Zelanda.
Il 28 febbraio 2020, Ardern ha criticato la politica australiana di allontanare i neozelandesi, in virtù della quale molti suoi conterranei che avevano vissuto svariato tempo in Australia non avevano acquisito la cittadinanza locale, in quanto "corrosiva" e dannosa per le relazioni tra Australia e Nuova Zelanda.

##### Attentati alla moschea di Christchurch

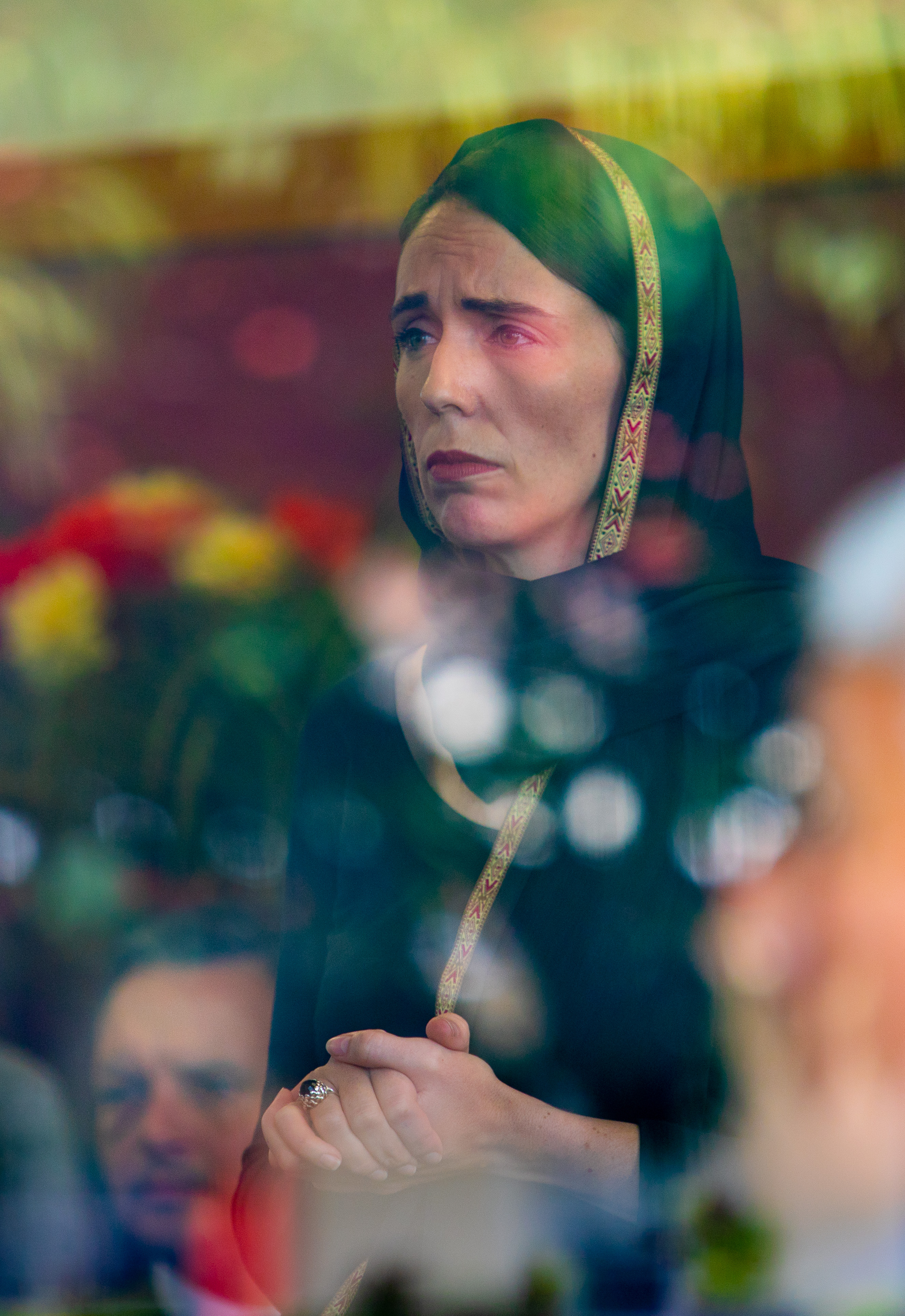
Jacinda Ardern in visita presso la comunità musulmana di Christchurch il giorno dopo gli attentati

Il 15 marzo 2019, 51 persone sono state uccise a colpi di arma da fuoco e 49 ferite in due moschee a Christchurch. In una dichiarazione trasmessa a reti unificate, Ardern ha espresso le sue condoglianze, ha affermato che le sparatorie erano state eseguite da sospetti con "visioni estremiste" che non meritano un posto in Nuova Zelanda o in qualsiasi altra parte del mondo e che si trattava di un attacco terroristico ben pianificato.
Annunciando un periodo di lutto nazionale, Ardern è stata la prima firmataria di un libro di condoglianze nazionale che ha aperto nella capitale, Wellington: subito dopo, si è recata proprio a Christchurch per incontrare i primi soccorritori e le famiglie delle vittime. In un discorso al Parlamento, ha dichiarato che non avrebbe mai asserito espressamente il nome del terrorista suprematista. Ardern ha ricevuto elogi internazionali per la sua risposta alle sparatorie e una fotografia di lei che abbraccia un membro della comunità musulmana di Christchurch con la parola "pace" in inglese e arabo è stata proiettata sul Burj Khalifa, l'edificio più alto del mondo situato a Dubai. Un murale di 25 m è stato poi svelato nel maggio del 2019.
In risposta alle sparatorie, Ardern ha annunciato l'intenzione del suo esecutivo di introdurre normative più severe sulle armi da fuoco, in quanto l'attacco aveva messo in luce una serie di punti deboli della regolamentazione vigente. Il 10 aprile 2019, a meno di un mese dopo l'attentato, il Parlamento della Nuova Zelanda ha approvato una legge che vieta la compravendita della maggior parte delle armi semiautomatiche e dei fucili d'assalto, delle componenti che convertono le pistole in pistole semiautomatiche e dei caricatori di capienza superiore a un tot di proiettili.
Secondo il ministro cingalese della Difesa Ruwan Wijewardene, gli attentati del 21 aprile 2019 nello Sri Lanka costituivano una rappresaglia per la sparatoria alla moschea di Christchurch: Ardern ha replicato che gli attentati erano stati probabilmente pianificati già prima dell'attacco in Nuova Zelanda.
Il 15 maggio 2019, Ardern e il presidente francese Emmanuel Macron hanno co-presieduto il vertice Christchurch Call, che mirava a "riunire paesi e società tecnologiche nel tentativo di porre fine al capacità di utilizzare i social media allo scopo di promuovere e fomentare terrorismo e estremismo violento".

##### Pandemia di COVID-19
Il 14 marzo 2020, Ardern ha annunciato in risposta alla pandemia di COVID-19 in Nuova Zelanda che il governo avrebbe richiesto a chiunque entrasse nel paese dalla mezzanotte del 15 marzo di auto-isolarsi per 14 giorni: a suo dire, l'imposizione di tali norme avrebbe consentito alla Nuova Zelanda di rendere il Paese più sicuro. Il 19 marzo, Ardern ha dichiarato che i confini della Nuova Zelanda sarebbero stati chiusi a tutti i non cittadini e non residenti permanenti dopo le 23:59 del 20 marzo (ora locale). Ardern ha annunciato che la Nuova Zelanda sarebbe passata alla soglia di guardia livello 4, con tanto di lockdown nazionale, alle 23:59 del 25 marzo.
I media nazionali e internazionali hanno apprezzato la risposta di Wellington per via della rapidità della risposta all'epidemia. Anna Fifield del Washington Post ha descritto la sua strategia volta a concedere regolari interviste, conferenze stampa e avvisi sui social media come un "capolavoro nell'ambito di un mondo della comunicazione di crisi". Alastair Campbell, giornalista e consigliere del governo britannico di Tony Blair, ha elogiato Ardern per aver affrontato le conseguenze sia umane che economiche della pandemia di coronavirus.
A metà aprile 2020, due ricorrenti hanno intentato una causa presso l'Alta Corte della Nuova Zelanda con sede a Auckland contro Ardern e diversi funzionari governativi, tra cui il Direttore Generale della sanità Ashley Bloomfield, sostenendo che il blocco imposto come risultato della pandemia COVID-19 avesse violato le loro libertà e fosse stato messo in atto per "ottenere consensi politici"; la causa è andata poi archiviata dal giudice Mary Peters.
Il 5 maggio 2020, Ardern, la sua controparte australiana Scott Morrison e diversi governatori locali australiani hanno concordato di collaborare per sviluppare una zona di viaggio sicura per il COVID trans-tasmaniana che avrebbe consentito ai residenti di entrambi i paesi di viaggiare liberamente senza restrizioni di viaggio come parte degli sforzi per allentare le restrizioni sanitarie in atto. I sondaggi d'opinione post-lockdown hanno evidenziato un gradimento verso il Partito Laburista pari quasi al 60% Nel maggio 2020, Ardern ha raggiunto il 59,5% di gradimento in uno speciale sondaggio del Newshub e del Reid Research che viene riservato ai primi ministri, facendo registrare il punteggio più alto rispetto a tutti gli altri leader valutati da quando esiste tale valutazione.
Il 12 dicembre 2020, il Primo Ministro Ardern e il Primo Ministro delle Isole Cook Mark Brown hanno annunciato che una bolla di viaggio tra la Nuova Zelanda e le Isole Cook sarebbe stata istituita nel 2021 allo scopo di consentire viaggi tra le 2 destinazioni senza incorrere nell'obbligo di quarantena. Il 14 dicembre il Primo Ministro Ardern ha confermato che i Governi neozelandese e australiano avevano pattuito di stabilire una bolla di viaggio tra i 2 Paesi l'anno successivo. Il 17 dicembre, Ardern ha altresì annunciato che il governo aveva acquistato altri due vaccini dalle società farmaceutiche AstraZeneca e Novavax per la Nuova Zelanda e i suoi partner del Pacifico, oltre alle scorte esistenti da Pfizer/BioNTech e Janssen Pharmaceutica.
Il 26 gennaio 2021, Ardern ha sostenuto che i confini della Nuova Zelanda sarebbero rimasti chiusi alla maggior parte dei non cittadini e dei non residenti fino a quando i cittadini neozelandesi non saranno stati "vaccinati e protetti", un processo da avviare dalla metà del 2021. La campagna di vaccinazione contro il COVID-19 è iniziata nel febbraio 2021. Un focolaio di SARS-CoV-2 lignaggio B.1.617.2 nell'agosto 2021 ha spinto il governo a mettere nuovamente in atto un blocco nazionale. All'inizio di settembre, il numero dei nuovi contagi ha ricominciato a calare; il confronto dei dati è avvenuto eseguendo un confronto con un focolaio scoppiato nella vicina Australia, con casi perlopiù legati alla variante Delta.
Il 29 gennaio 2022, Jacinda Ardern è entrata in autoisolamento dopo aver scoperto di essere stata a stretto contatto con un passeggero positivo al COVID-19 su un volo Air New Zealand diretto da Kerikeri a Auckland il 22 gennaio. Anche la governatrice generale Cindy Kiro e il capo ufficio stampa Andrew Campbell, a bordo dello stesso volo, hanno comunicato di aver compiuto la stessa scelta della premier.

#### Secondo mandato (2020-2023)

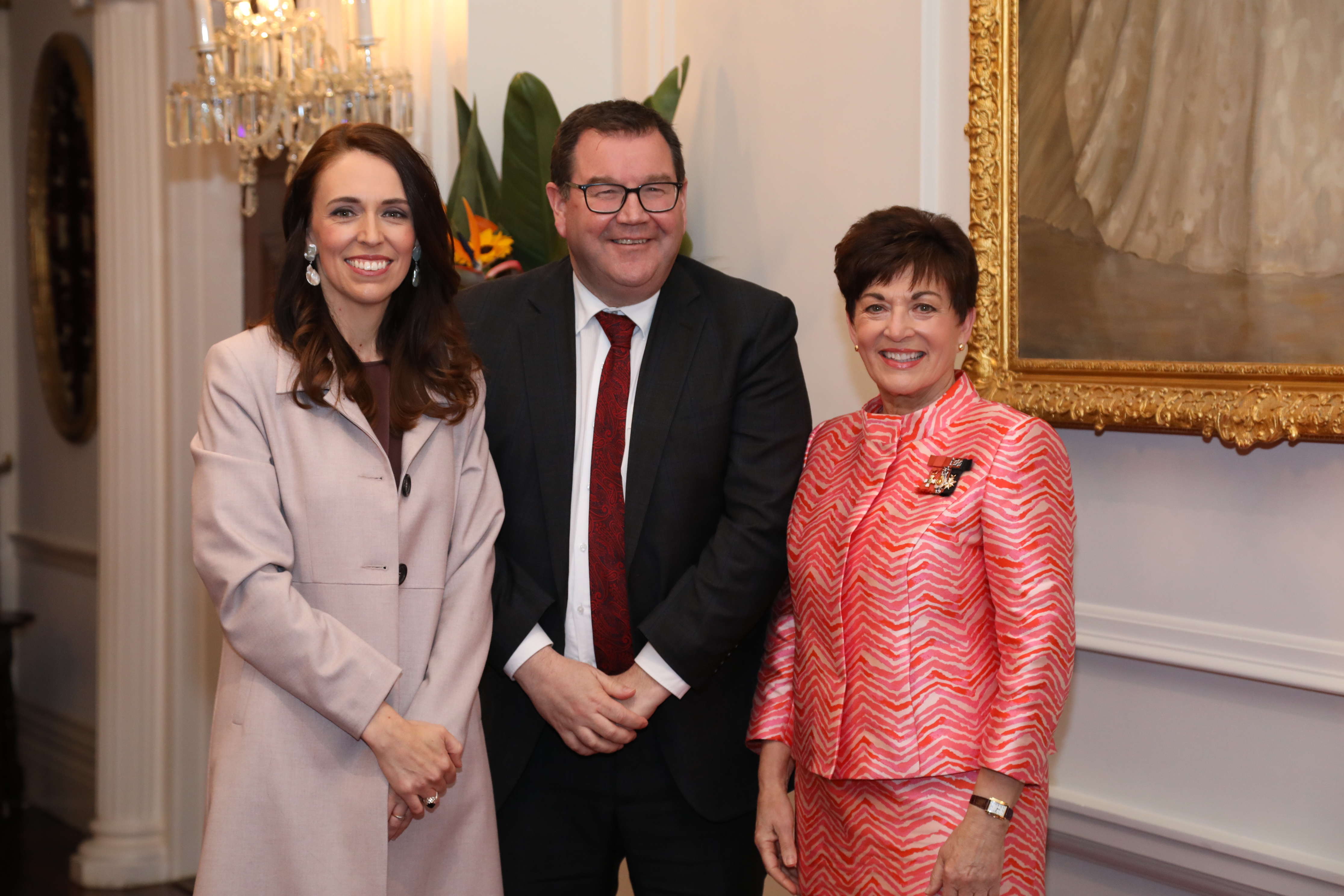
Ardern con il Vice primo ministro Grant Robertson e il Governatore generale Dame Patsy Reddy al giuramento del Gabinetto del 6 novembre 2020

Nelle elezioni generali del 2020, Ardern ha guidato il suo partito a una vittoria schiacciante, ottenendo la maggioranza complessiva di 65 su 120 seggi nella Camera dei rappresentanti e il 50% dei voti del partito. Ha anche mantenuto l'elettorato di Mount Albert con un margine di 21.246 voti e ha attribuito la sua vittoria alla risposta del suo governo alla pandemia COVID-19 e all'impatto economico che le risposte messe in atto avevano avuto.

##### Affari interni
Il 2 dicembre 2020, Ardern ha dichiarato l'emergenza climatica in Nuova Zelanda e ha promesso che il governo avrebbe evitato l'uso del carbone come combustibile entro il 2025 in una mozione parlamentare. Nell'ambito di questo percorso, il settore pubblico sarà tenuto ad acquistare solo veicoli elettrici o ibridi, la flotta sarà ridotta nel tempo del 20% e tutte le 200 caldaie a carbone negli edifici di servizio pubblico saranno gradualmente rimpiazzate. La mozione è stata sostenuta dai laburisti, dai Verdi e dai Māori ma è stata osteggiata dal Partito Nazionale e dall'ACT.
In risposta al peggioramento dei problemi di accessibilità economica degli alloggi, il ministro dell'edilizia abitativa e dello sviluppo urbano, Megan Woods, ha annunciato nuove riforme che comprendevano la rimozione della detrazione fiscale del tasso di interesse, la revoca degli aiuti immobiliari per gli acquirenti della prima casa, la rinnovata assegnazione dei fondi per le infrastrutture (denominati Housing Acceleration Fund) per i consigli distrettuali e l'estensione del Bright Line Test da cinque a dieci anni.

##### Affari esteri

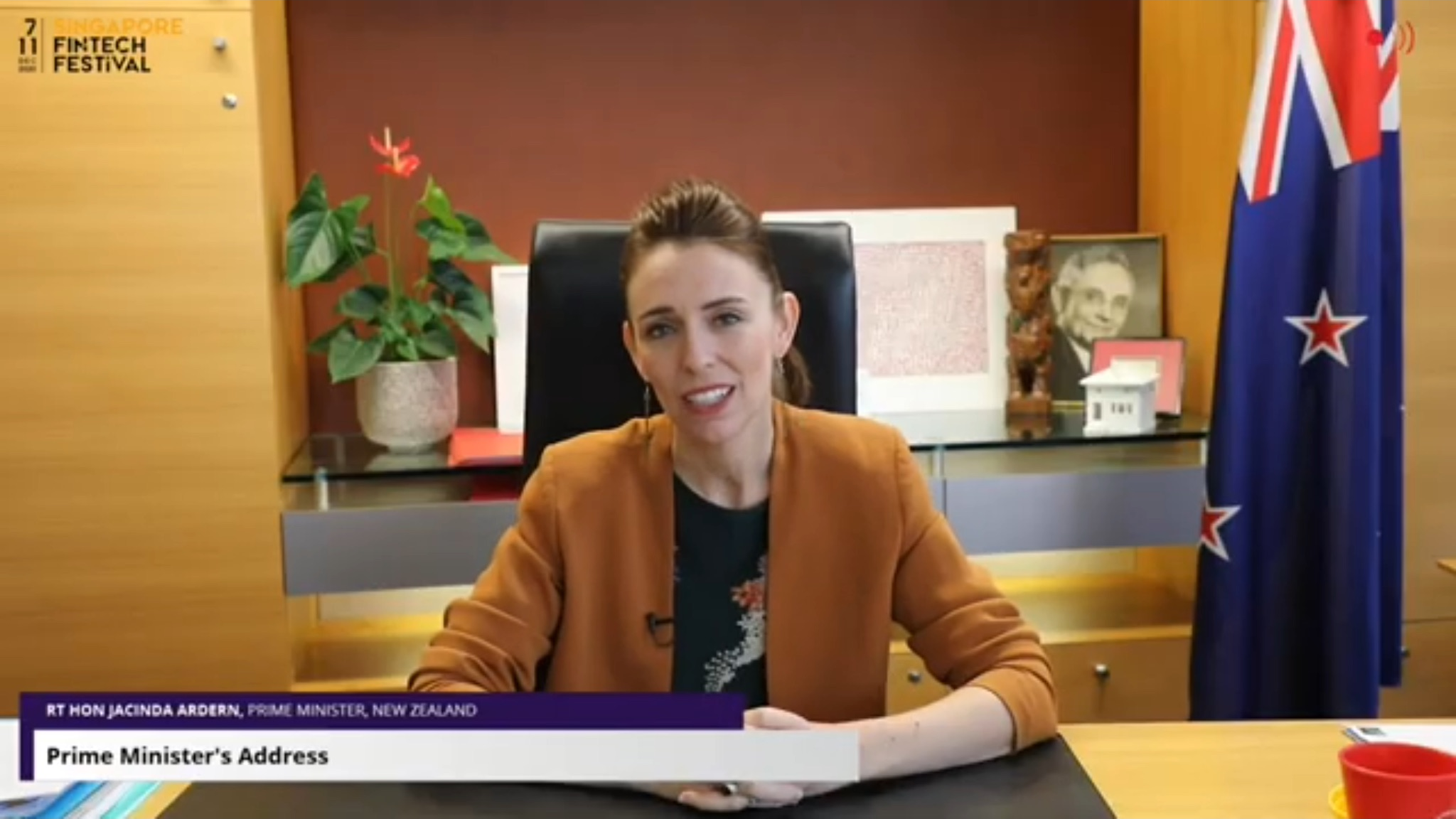
Ardern tiene un discorso in via telematica al Singapore FinTech Festival del 2020

All'inizio di dicembre 2020, Ardern ha espresso sostegno all'Australia durante una disputa tra Canberra e Pechino su un post reso pubblico su Twitter di un funzionario del ministero degli Esteri cinese, Zhao Lijian, in cui affermava che l'Australia aveva commesso crimini di guerra contro gli afghani: la Neozelandese ha descritto tale ricostruzione come non veritiera e errata, aggiungendo che Wellington avrebbe sollevato le sue preoccupazioni con il governo cinese.
Il 9 dicembre 2020, Ardern ha tenuto un discorso virtualmente al Singapore FinTech Festival, plaudendo all'accordo di collaborazione economica digitale (Digital Economy Partnership Agreement o DEPA) tra Nuova Zelanda, Cile e Singapore come "i primi passi importanti" per raggiungere l'allineamento normativo per facilitare le imprese.
Il 16 febbraio 2021, la premier ha espresso perplessità circa la decisione del governo australiano di revocare il passaporto australiano di cui godeva Suhayra Aden, una donna accusata di essere affiliata all'ISIS, scaricando dunque esclusivamente sulla Nuova Zelanda la responsabilità della vicenda. Aden era migrata dalla Nuova Zelanda in Australia all'età di 6 anni e aveva acquisito la cittadinanza australiana: in seguito, si era recata in Siria per entrare a far parte nello Stato islamico nel 2014. Il 15 febbraio 2021, Aden e 2 dei suoi figli sono stati arrestati dalle autorità turche per aver oltrepassato in modo illegale il confine. Ardern ha accusato Canberra di aver abbandonato i suoi obblighi nei confronti dei suoi cittadini e ha anche offerto sostegno consolare ad Aden e ai suoi figli. Per tutta risposta, il primo ministro australiano Scott Morrison ha difeso la decisione di revocare la cittadinanza della donna, facendo riferimento alla disposizione legislativa che revoca la nazionalità australiana ai doppi cittadini coinvolti in attività terroristiche. Dopo una conversazione telefonica, i due capi dei rispettivi governi hanno deciso di lavorare insieme per affrontare quella che Ardern ha descritto come "una situazione legale piuttosto complessa".
Nei primi giorni del mese di dicembre 2021, Ardern ha partecipato al Summit per la democrazia virtuale ospitato dal presidente statunitense Joe Biden. Nel suo discorso, ha annunciato che la Nuova Zelanda avrebbe contribuito con un ulteriore milione di dollari neozelandesi per sostenere gli sforzi anti-corruzione dei Paesi dell'area del Pacifico, oltre a contribuire al Global Media Defence Fund dell'UNESCO e all'International Fund for Public Interest Media.

## Opinioni politiche

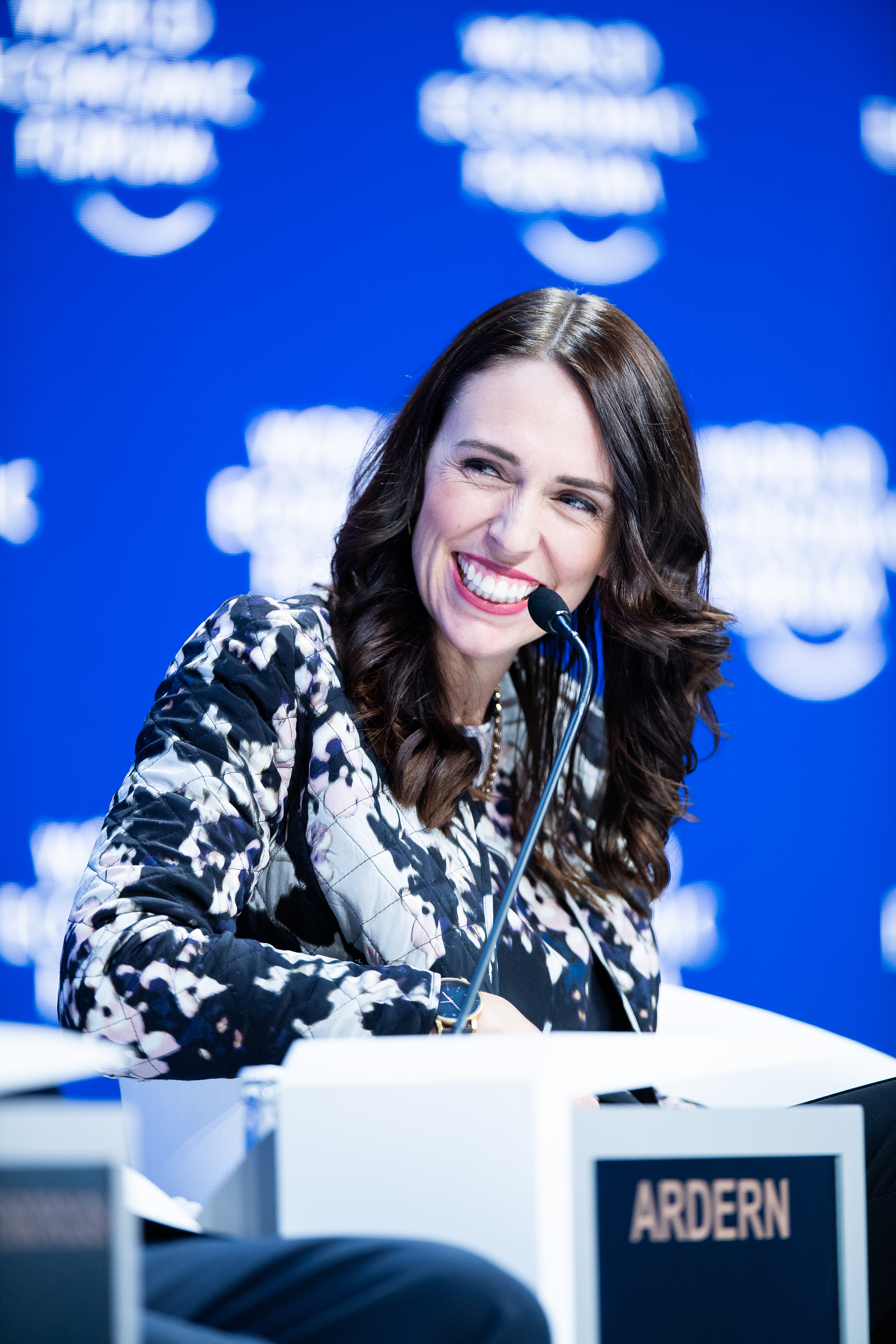
Ardern tiene un discorso durante la sessione "Safeguarding Our Planet" alla riunione annuale del Forum economico mondiale a Davos (22 gennaio 2019)

Ardern si è auto-descritta come socialdemocratica, progressista, repubblicana e femminista, oltre a confessare che per lei Helen Clark rappresenta un modello politico. Ha tacciato il problema della povertà infantile e dei senzatetto in Nuova Zelanda di essere frutto di un "palese fallimento" del capitalismo. La premier si è mostrata incline a un tasso più basso di immigrazione, suggerendo un calo di circa 20.000-30.000 persone: "si tratta di una risposta al problema infrastrutturale", ha sostenuto, "non c'è stata abbastanza pianificazione sulla crescita della popolazione e non ci siamo concentrati adeguatamente per sopperire alle nostre carenze": ciononostante non ha escluso l'ipotesi di accrescere l'afflusso di rifugiati.
Ardern ritiene che la conservazione o l'abolizione delle circoscrizioni elettorali Māori dovrebbe essere statuita dai nativi stessi, affermando a tal proposito: "[I Māori] non hanno sollevato la necessità di quei seggi, quindi perché dovremmo porci tale domanda?". In un'altra occasione, si è dichiarata convinta dell'insegnamento obbligatorio della Lingua māori nelle scuole.
Nel settembre 2017, Ardern ha asserito di voler instaurare un dibattito sull'eventualità che la Nuova Zelanda possa non avere più un monarca come capo di Stato.
Ardern si è espressa a favore del matrimonio tra persone dello stesso sesso e per questo ha votato per il Marriage (Definition of Marriage) Amendment Act 2013 che l'ha legalizzato. Nel 2018 è diventata il primo premier della Nuova Zelanda in carica a marciare in una parata del Pride. Ardern ha sostenuto la legge sull'aborto rimuovendo l'interruzione della gravidanza dal Crimes Act 1961, il codice penale neozelandese; nel marzo del 2020, ha votato per l'Abortion Legislation Act volto a depenalizzare il reato ed esattamente un anno dopo ha esteso il congedo pagato in caso di aborto spontaneo.
Riferendosi alla politica libera dal nucleare della Nuova Zelanda, ha descritto l'azione sul cambiamento climatico come "il momento della nostra generazione libero dal nucleare".
Ardern ha espresso il suo sostegno alla soluzione dei due Stati per risolvere il conflitto israelo-palestinese, condannando altresì la morte di palestinesi durante le proteste al confine di Gaza del 2018-2019.

## Opinione pubblica

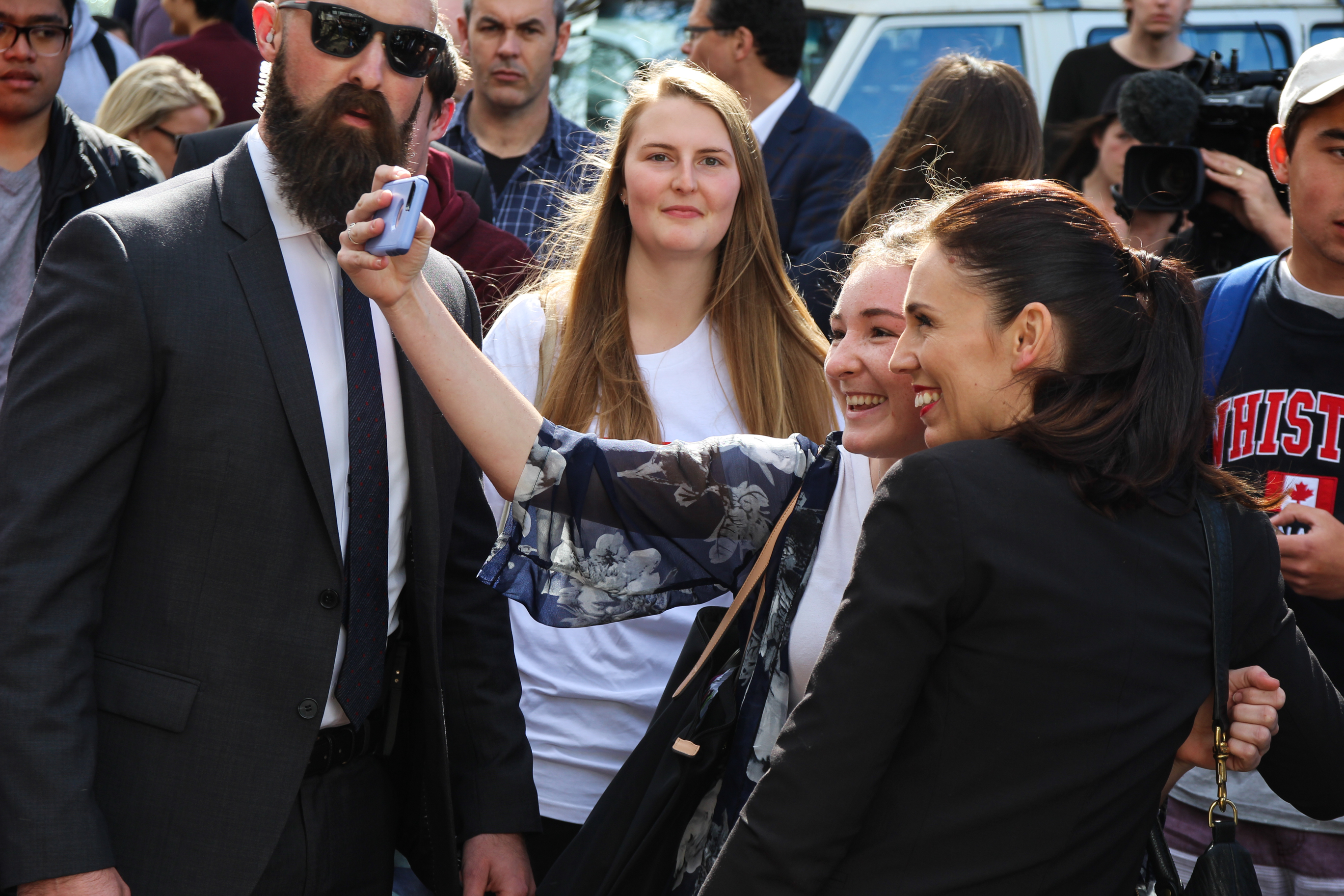
Ardern posa con una sostenitrice per un selfie

In seguito alla sua nomina a guida del Partito Laburista, Ardern ha ricevuto tutto sommato un giudizio positivo da molte sezioni dei mezzi d'informazione, comprese emittenti internazionali come la CNN, che ha fatto riferimento a un vero e proprio "effetto Jacinda" o "Jacindamania".
Sebbene non manchino le critiche di chi la considera una "conservatrice mascherata" e una politica che deve il successo in primis alla sua capacità comunicativa piuttosto che alla sostanza, per altri la Jacindamania risulterebbe uno dei principali fattori dietro la conquista della Nuova Zelanda dell'attenzione globale e dell'influenza dei media in molti rapporti, incluso l'indice "Soft Power 30". In un viaggio all'estero del 2018, Ardern ha attirato un vivace interesse da parte dei media internazionali, in particolare dopo aver pronunciato un discorso alle Nazioni Unite di New York in cui bacchettava i leader mondiali contemporanei: in virtù dei suoi toni, vi è chi l'ha giudicata un "antidoto al trumpismo". La giornalista Tracy Watkins, per conto del sito web Stuff, ha scritto che Ardern è irrotta sul palcoscenico mondiale in maniera preponderante e che la sua accoglienza da parte delle masse ha rappresentato una "fiaccola per la politica progressista, vedendo una giovane donna rompere gli schemi in un mondo in cui l'uomo politico forte è in ascesa. In tal modo, ha raffigurato un ostacolo alla diplomazia muscolare di personaggi simili al presidente degli Stati Uniti Donald Trump e al presidente russo Vladimir Putin".
Un anno dopo che Ardern aveva composto il suo esecutivo, Eleanor Ainge Roy per conto del Guardian ha riferito che i sostenitori attratti dalla Jacindamania stavano diminuendo, in virtù di una quantità insufficiente di promesse esaudite rispetto a quanto proclamato in campagna elettorale. Quando Toby Manhire, l'editore di The Spinoff, ha recensito il decennio nel dicembre 2019, ne ha approfittato anche per elogiare Ardern per la sua fermezza in seguito agli attentati di Christchurch e all'eruzione del Whakaari/White Island nel 2019:
(Toby Manhire, The Spinoff, 11 dicembre 2019)

## Riconoscimenti
Ardern è stata una delle quindici donne selezionate per apparire sulla copertina del numero di settembre 2019 dell'edizione britannica di Vogue da Meghan Markle. La rivista Forbes l'ha classificata al 38º posto nella lista delle 100 donne più potenti del mondo nel 2019 (è salita al 32º nel 2020). È stata inclusa nella lista Time 100 del 2019 ed è rimasta finalista per Time, sempre nel 2019, come persona dell'anno. La rivista in seguito azzardò erroneamente che avrebbe potuto vincere il Premio Nobel per la pace 2019 tra i sei candidati elencati, per la sua gestione degli attentati alla moschea di Christchurch. Nel 2020, è stata inserita nell'elenco di Prospect come secondo grande pensatore per l'era COVID-19. Il 19 novembre 2020, Ardern ha ricevuto il Premio Gleitsman International Activist assegnato dall'Università di Harvard: il premio in denaro, pari a un totale di 150.000 dollari statunitensi (216.000 $ neozelandesi), è stato devoluto ai neozelandesi che studiano all'università. Nel 2021, lo zoologo neozelandese Steven A. Trewick ha chiamato una specie di wētā incapace di volare Hemiandrus jacinda in onore di Ardern. Un portavoce di Ardern ha riportato che anche uno scarabeo (Mecodema jacinda), un lichene e una formica dovevano in parte a lei il nome.

## Vita privata

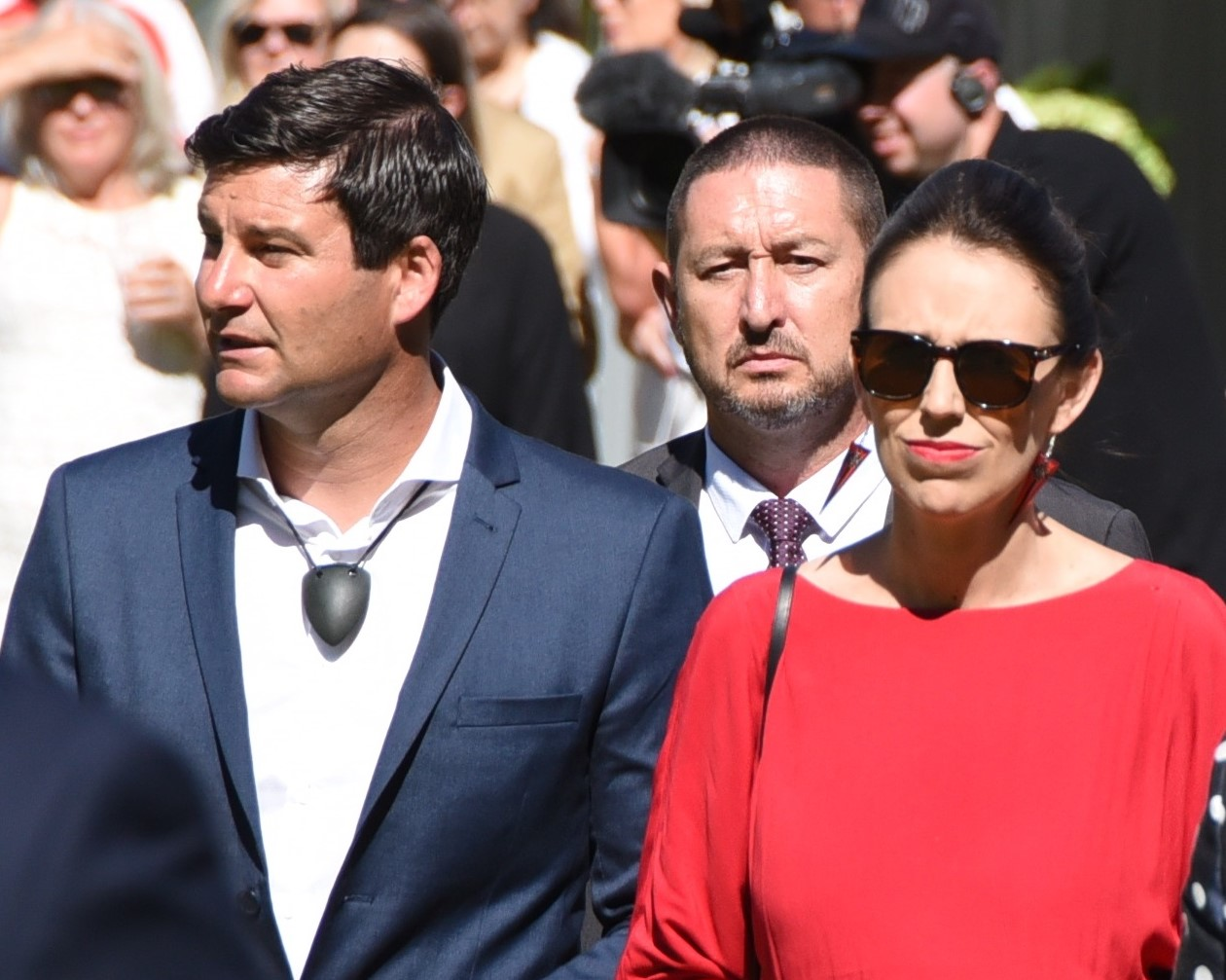
Ardern con il suo compagno Clarke Gayford (a sinistra), a un Waitangi Day del 2018

### Orientamento religioso
Cresciuta come membro della Chiesa di Gesù Cristo dei Santi degli Ultimi Giorni in Nuova Zelanda, Ardern se ne è distaccata dal 2005 perché, a suo dire, risultava in conflitto con le sue opinioni personali, in particolare il suo sostegno al movimento LGBT. Nel gennaio del 2017, Ardern si è identificata come agnostica, dicendo: "Non riesco a immaginarmi come membro di una religione organizzata di nuovo". In qualità di primo ministro nel 2019 ha incontrato il presidente della Chiesa di Gesù Cristo dei Santi degli Ultimi Giorni, Russell M. Nelson.

### Famiglia
Ardern ha un cugino di secondo grado che è sindaco di Whanganui, Hamish McDouall, mentre è anche una lontana cugina dell'ex parlamentare nazionale della contea di Taranaki-King Shane Ardern. Shane Ardern ha lasciato il Parlamento nel 2014, tre anni prima che Jacinda Ardern diventasse primo ministro.
Il compagno di Ardern è il presentatore televisivo Clarke Gayford: i due si sono conosciuti per la prima volta nel 2012 quando sono stati presentati da un loro amico comune, Colin Mathura-Jeffree, un conduttore televisivo neozelandese e modello, ma non hanno trascorso del tempo insieme fino a quando Gayford non ha contattato Ardern in merito a un controverso atto relativo al Goverment Communications Security Bureau. Il 3 maggio 2019, la coppia si è fidanzata.
Il 19 gennaio 2018, Ardern ha annunciato che aspettava il suo primo figlio a giugno, diventando così la prima leader della Nuova Zelanda incinta in carica. Ardern ha fatto il suo ingresso all'ospedale cittadino di Auckland il 21 giugno 2018 e ha dato alla luce una bambina lo stesso giorno, diventando il secondo capo di governo eletto al mondo a partorire mentre era in carica (dopo Benazir Bhutto). Il 24 giugno, Ardern ha rivelato che la piccola sarebbe stata chiamata Neve Te Aroha: Neve è una forma anglicizzata del nome irlandese Niamh, che significa "luminoso", Aroha è un termine maōri che sta per "amore", mentre Te Aroha è una montagna nella catena del Kaimai, vicino a Morrinsville, città natale della politica.